# Киевский вокзал
Ки́евский вокза́л (в 1899—1934 годах — Брянский) — пассажирский терминал станции Москва-Пассажирская-Киевская, один из десяти железнодорожных вокзалов Москвы. Расположен на площади Киевского вокзала. Памятник архитектуры и инженерного искусства. Объект культурного наследия народов России федерального значения.
Киевский вокзал входит в Московскую региональную дирекцию Дирекции железнодорожных вокзалов. Станция Москва-Пассажирская-Киевская Московской железной дороги входит в Московско-Смоленский центр организации работы железнодорожных станций ДЦС-3 Московской дирекции управления движением.
По основному применению является пассажирской, по объёму работы — внеклассной. Является тупиковой станцией и начальным пунктом Киевского направления Московской ЖД, как части магистрали Москва — Киев.

## История вокзала
Решение о строительстве современного здания Киевского (на тот момент Брянского) вокзала было принято в 1912 году, в год столетия Бородинской битвы. Учитывая расположение вокзала у начала дороги от Москвы на Бородино и для разгрузки транспортных потоков по требованию городских властей на деньги инвесторов вокзала сначала был построен Бородинский мост (архитектор Роман Клейн).
Вокзал с дебаркадером сооружёны в 1914—1918 годах на месте старого здания, построенного в 1899 году. Архитектурный проект И. И. Рерберга при участии B. К. Олтаржевского, проект дебаркадера и перекрытий залов В. Г. Шухова, скульптор С. С. Алёшин, росписи залов: художники Ф. Рерберг и И. Нивинский. Закладка первого камня состоялась в мае 1914 года. Несмотря на то, что основной этап строительства был завершён к 1918 году, некоторые работы продолжались до 1920-х годов.
В архитектурной концепции вокзала, в росписях залов и скульптурах монументально подчеркнута связь с Отечественной войной 1812 года. Вокзал построен в стиле неоклассицизма с элементами ампира. Общая площадь Киевского вокзала  более 36 тысяч м². Пассажиропоток Киевского вокзала более 400 человек/час.
К зданию вокзала примыкает дебаркадер: пространство над платформами перекрывает огромное односводчатое остеклённое арочное покрытие (длина  321 м, ширина пролёта 47,9 м, высота 28 м, вес конструкций более 1250 т), имеющее форму параболы. Стальные высокие трёхшарнирные арочные фермы демонстрируют изящество величественного сооружения.
Первый поезд от перрона Киевского вокзала отправился 18 февраля 1918 года.
В генеральном плане реконструкции Москвы 1935 года для того, чтобы подчеркнуть величие здания Киевского вокзала, было решено расширить площадь Киевского вокзала до Дорогомиловской улицы и архитектурно оформить её с учётом ансамбля Москвы-реки и Бородинского моста.
В 1940—1945 годах с северной стороны вокзала был пристроен корпус с пригородным кассовым залом и станцией метро «Киевская» (архитектор Д. Н. Чечулин). В проектирование пригородного павильона Чечулин включился, когда уже шло сооружение цокольного этажа архитектором А. В. Кулагиным, задумавшим оформление пристройки в общей стилистике здания вокзала. Чечулин, недавно вернувшийся из большого зарубежного путешествия, переработал оформление, придав ему черты веницианских палаццо.
Киевский вокзал был первым вокзалом в Москве, где 1 сентября 1999 года были поставлены турникеты на вход и выход, вначале это были не билеты со штрихкодом, а картонные карты с магнитной полосой наподобие метрополитеновских тех годов, которые давались дополнительно к обычному билету.
В 2003—2004 годах дебаркадер Киевского вокзала был перестроен по упрощённому проекту: 27 оригинальных клёпаных стальных арок перекрытий заменены сварными, оставлены только четыре клёпаные шуховские арки в торце перекрытия, примыкающем к зданию вокзала. Вместо стекла в покрытии использован прозрачный поликарбонат.
На башне Киевского вокзала установлены механические часы, которые до отмены перехода на зимнее время в 2011 году вручную переводились на зимнее и летнее время дважды в год. С 2012 года производился капитальный ремонт части Киевского вокзала для прохода к электропоездам был закрыт прямой выход из метро через три лестницы, а турникеты перенесены на северо-западную боковую часть от тупиков. Летом 2013 года после реконструкции открыт новый турникетный зал пригородных поездов.
В начале 2015 года прилегающая грузовая станция 1 класса Москва-Товарная-Киевская вошла в состав станции Москва-Пассажирская Киевская как товарный парк (пути 9т — 16т), при этом исходная станция была закрыта для грузовых операций по всем параграфам.
В ближайшие годы на Киевском направлении планируется ввести в строй несколько новых остановочных пунктов, в том числе Минскую неподалёку от станции метро «Минская» Калининско-Солнцевской линии. Планируется, что это даст возможность разгрузить станцию метро «Киевская» Кольцевой линии и Киевский вокзал на 30 %.
- Кинохроника 1918 года

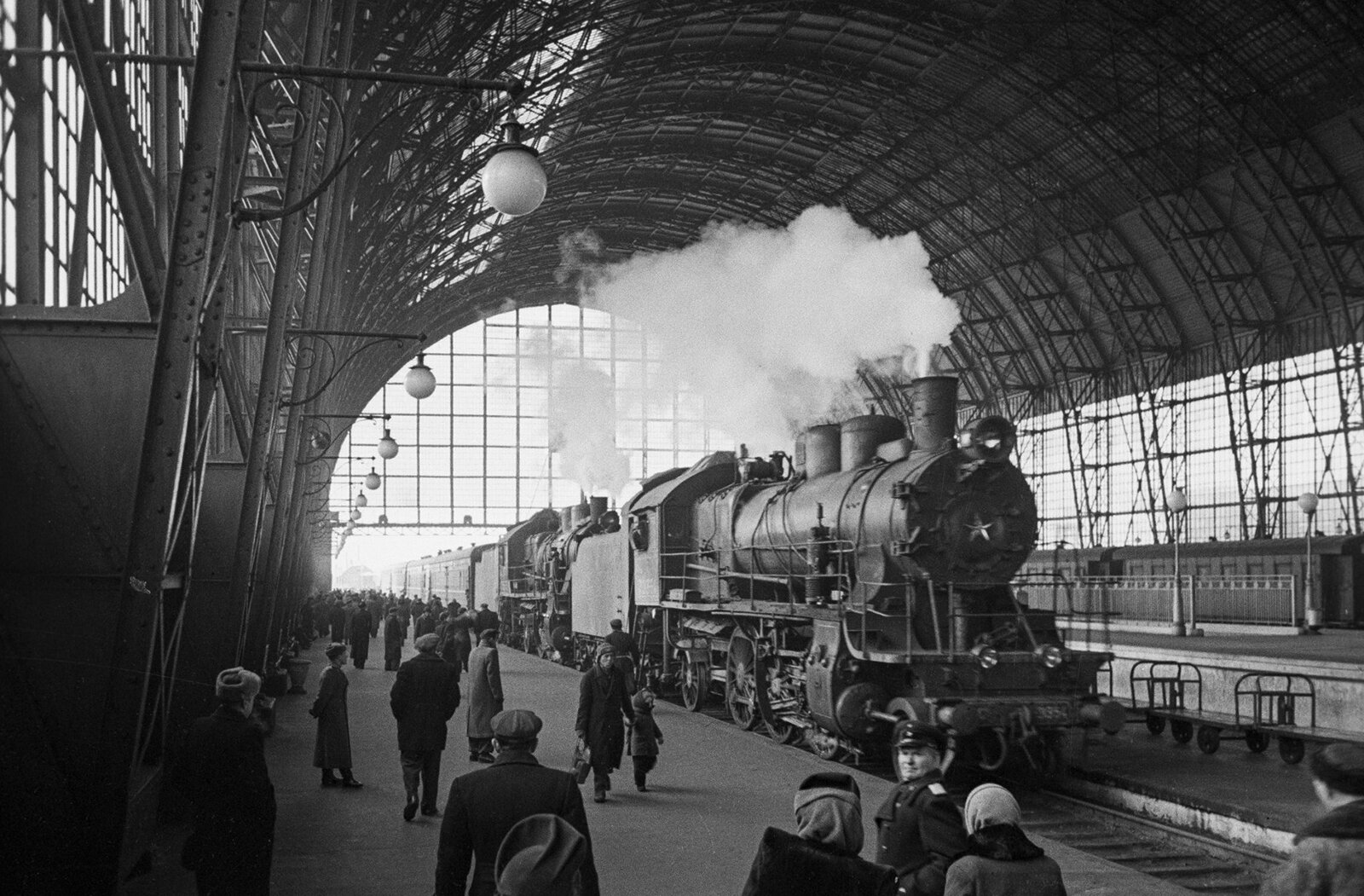
Прибытие пассажирского поезда, 1952 год
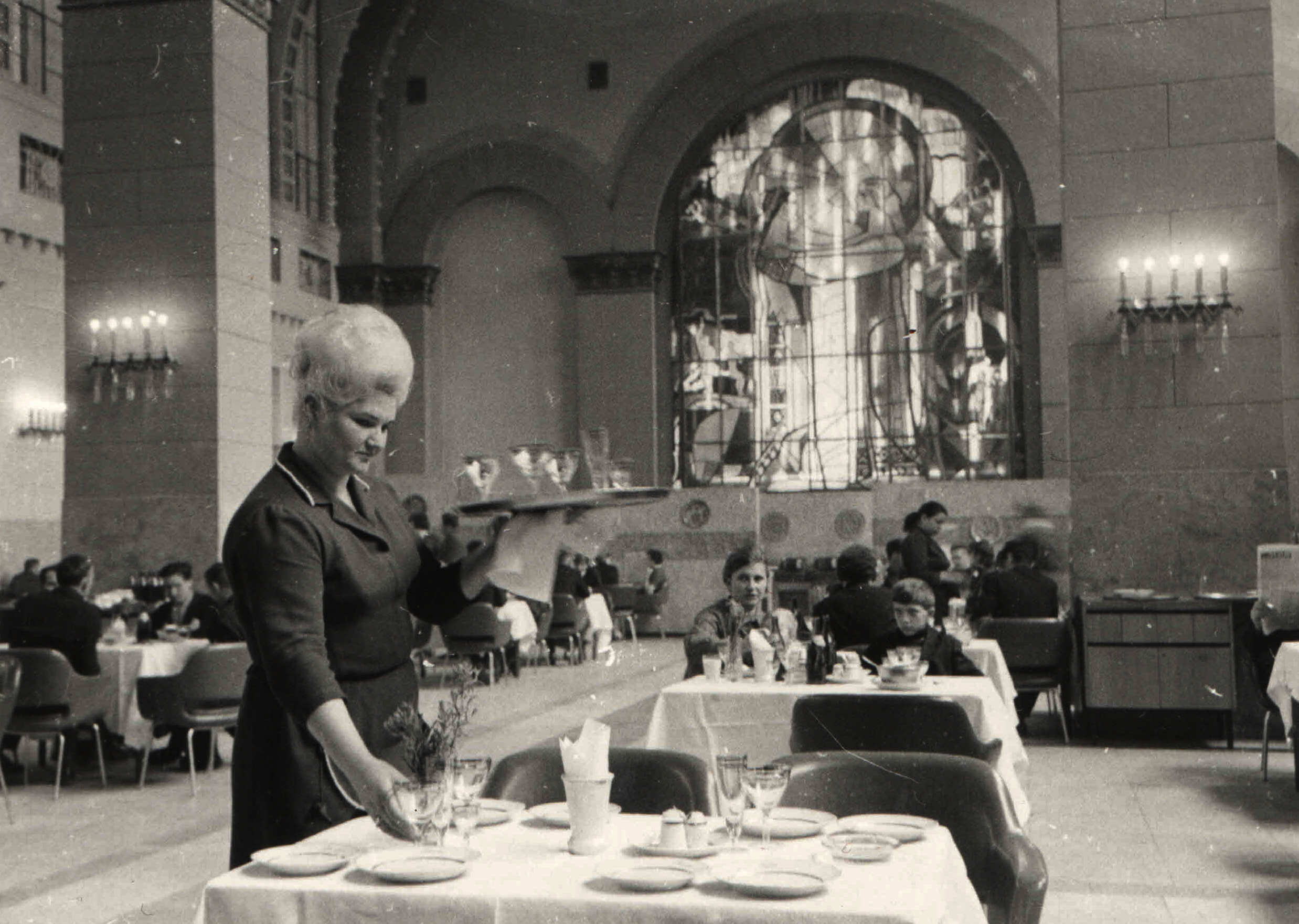
В ресторане. 1970-е годы
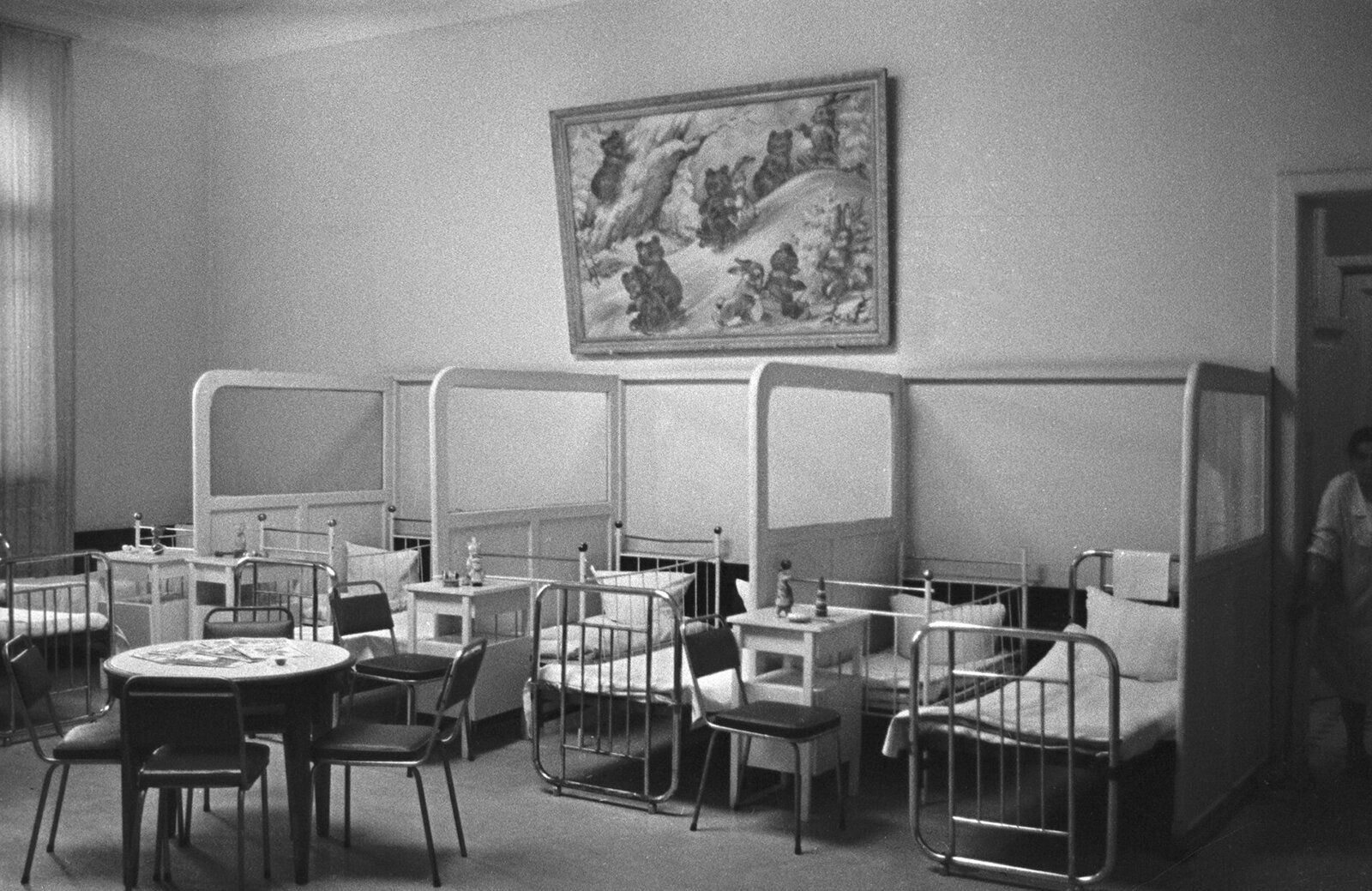
Детская комната вокзала. 1980 год
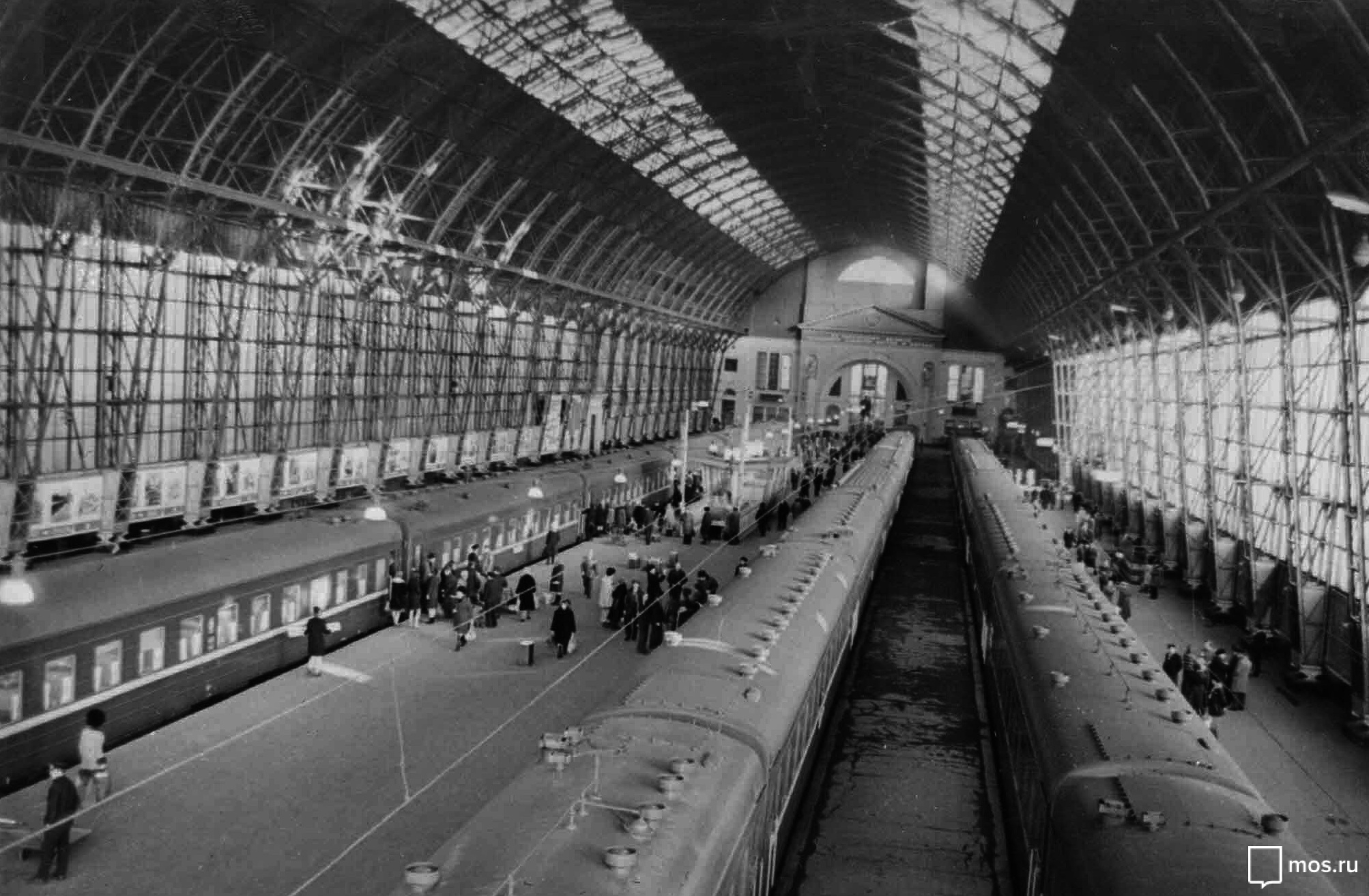
Киевский вокзал. 1980 год

В июле 2022 года депутат Госдумы от ЛДПР Василий Власов заявил о планах направить Сергею Собянину обращение с просьбой вернуть Киевскому вокзалу использовавшееся с 1918 по 1934 годы первоначальное название Брянский.

## Пассажирское движение

### Основные направления
| Страна | Пункт назначения                                                                                              |
| ------ | --- |
| Россия | Адлер, Анапа, Белгород, Брянск, Ейск, Льгов, Новозыбков, Санкт-Петербург, Калуга, Малоярославец, Нара, Кресты |

Пассажирские поезда до Анапы и Адлера следуют через Калугу I, Тулу, Орёл, Курск или через Ефремов, Елец, Придачу и далее на Ростов-на-Дону.
Поезда до Брянска, Климова и Новозыбкова, курсирующие по Киевскому ходу, следуют через станции Калуга — Сергиев Скит  и Сухиничи-Главные. Поезда до Ейска следуют из Москвы через Калугу I, Тулу-Вяземскую, Узловую I, Елец, Россошь.
В последние годы, в связи с резким ухудшением политических отношений между странами, пассажирские поезда и беспересадочные вагоны, следующие до городов Украины, отменены до особого распоряжения. Поезда международного сообщения до Будапешта, Бухареста, Софии, Праги и Братиславы отменены в 2000-х годах или переведены на Белорусское направление.

#### Круизный поезд «Жемчужина Кавказа»
С апреля по октябрь регулярно курсирует туристический поезд РЖД «Жемчужина Кавказа» сообщением: Москва — Майкоп — Нальчик — Грозный — Махачкала — Дербент — Кисловодск — Москва.
Поезд отправляется по субботам с Павелецкого вокзала и прибывает на Киевский. Время в круизе 7 дней. Вагоны трёх классов («Люкс», СВ, купейный), все они оборудованы системами кондиционирования, биотуалетами и розетками для зарядки гаджетов. В составе имеются: бары, ресторан, караоке, душевые кабины. Стоимость экскурсий, трансфер и питание не привязаны к стоимости билета, пассажир самостоятельно выбирает предлагаемые сервисы в зависимости от собственных предпочтений.

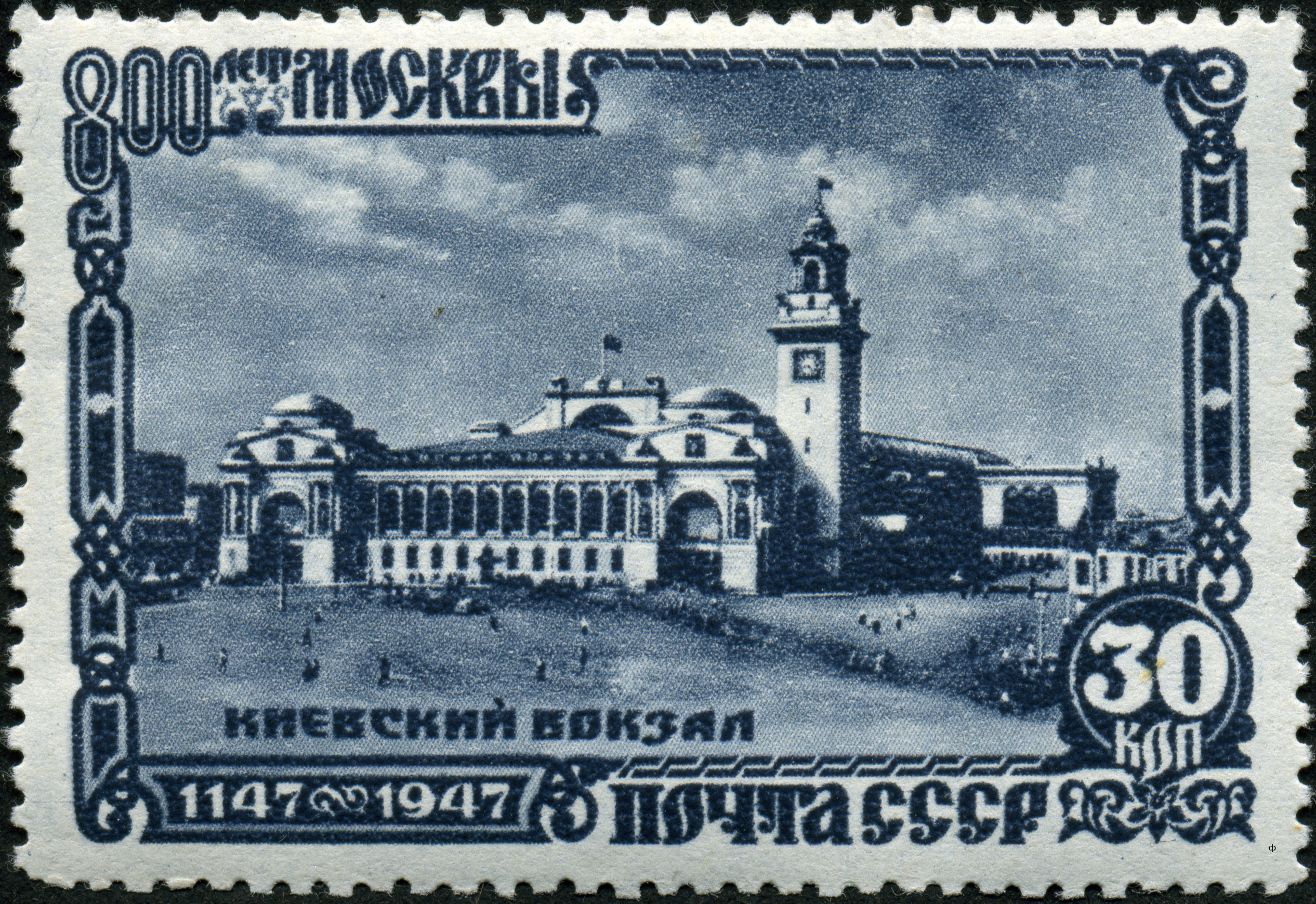
Киевский вокзал на почтовой марке СССР 1947 года

### Межрегиональное и пригородное сообщение
От Киевского вокзала ходят (в скобках указаны тарифные зоны):
- Пригородные электропоезда до станций: Очаково (2), Солнечная (3), Новопеределкино (3), Лесной Городок (4), Апрелевка (5), Нара (8), Обнинское (12), Малоярославец (13), Калуга-1 (19), а также станций Большого кольца: Бекасово-Сорт. (7) и Кресты (10).
- Региональные экспрессы (РЭКС) до Калуги, Малоярославца и Наро-Фоминска.
- Экспрессы в аэропорт Внуково.

На линии работают пассажирские электропоезда постоянного тока (МВПС) производства Демиховского машиностроительного завода ЭД4, ЭД4М, ЭД4Мк ЭД4МКу и ЭП2Д акционерного общества «Центральная ППК».
После открытия МЦД-4 пригородные поезда, идущие с Киевского вокзала и на Киевский вокзал, не останавливаются на Поклонной и некоторых другим пунктах Калужского направления, так как едут по отдельным от МЦД-4 путям. Ближайшим к вокзалу пересадочным на поезда МЦД-4 остановочным пунктом является Минская.

### Скоростное и ускоренное движение
| Маршрут                | Маршрут                                    | Маршрут                                                                                | Остановки | Протяжённость             | Время в пути    | Тип поезда | Вагонов |
| ---------------------- | ------------------------------------------ | -------------------------------------------------------------------------------------- | --------- | ------------------------- | --------------- | ---------- | ------- |
| Москва Киевский вокзал |                                            |                                                                                        |           |                           |                 |            |         |
| ↔                      | Санкт-Петербург Ладожский вокзал Ладожская | Лихоборы, Поварово-1, Редкино, Лихославль, Спирово, Вышний Волочёк, Бологое, Боровёнка | 770 км    | 9 ч. 38 мин. 5 ч. 38 мин. | «Стриж»         | 18 (20)    |         |
| ↔                      | Калуга I                                   | Аминьевская, Нара, Балабаново, Обнинское, Малоярославец                                | 191 км    | 2 ч. 40 мин.              | ЭД4М, ЭП2Д РЭКС | 11         |         |
| ↔                      | Малоярославец                              | Аминьевская, Переделкино, Кокошкино, Апрелевка, Селятино, Нара, Балабаново, Обнинское  | 121 км    | 1 ч. 45 мин.              | ЭД4М, ЭП2Д РЭКС | 11         |         |
| ↔                      | Нара                                       | Аминьевская, Переделкино, Кокошкино, Апрелевка, Селятино                               | 70 км     | 1 ч. 04 мин.              | ЭД4М, ЭП2Д РЭКС | 11         |         |
| ↔                      | Аэропорт Внуково                           | Аминьевская                                                                            | 33 км     | 0 ч. 38 мин.              | ЭП2Д            | 7          |         |

### Перевозчики и расписание
| Перевозчик                                    | Дистанция                               | Расписание |
| --------------------------------------------- | --------------------------------------- | ---------- |
| Российские железные дороги (ФПК)              | Дальнее следование                      | РЖД        |
| Центральная пригородная пассажирская компания | Межрегиональное и пригородное сообщение | ЦППК       |

### Пассажиропоток
По данным 2020 года среднесуточный пассажиропоток на Киевском направлении в рабочий день составляет 107 000 человек. К 2025 году прогнозируется рост пассажиропотока в 1,5 раза до 160 500 человек в сутки. Пассажирский терминал станции Москва-Пассажирская-Киевская обслуживает в среднем 3 720 000 человек в месяц.
| - Фонтанная группа у Киевского вокзала. 2021. - Дебаркадер вокзала - ЭШ2-024 — аэроэкспресс - Речной причал Киевский вокзал на Москве реке. |

## Общественный транспорт

### Московский метрополитен
Из зала прибытия пригородных поездов и подземного перехода пассажирского терминала можно попасть на три станции Московского метрополитена «Киевская» Арбатско-Покровской, Кольцевой и Филёвской линий.

### Наземный общественный транспорт

#### Городской
На площади Киевского вокзала расположена автобусно-электробусная конечная "Киевский вокзал", перестроенная в 2018-2020 годах в виде плоскостного ТПУ. С неё отправляются следующие автобусные и электробусные маршруты:
На этой станции можно пересесть на следующие маршруты городского пассажирского транспорта:
- Автобусы: м17, 91к, 119, 150, 157, 239, 240, 266, 297, 320, 394, 474, 791

Также для пересадки с электропоездов на наземный транспорт может быть задействована автобусная остановка "2-й Брянский переулок", расположенная на перекрёстке 2-го Брянского переулка и Большой Дорогомиловской улицы.

#### Пригородный
- 454: Одинцово (ЖК «Одинцовский парк») ↔  Киевский вокзал
- 477: Власиха (Почта) ↔  Киевский вокзал

### Речной транспорт

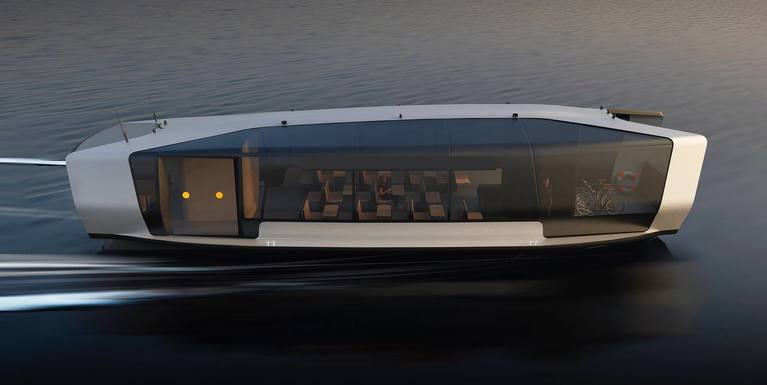
Московский электрический речной трамвай

В 300 метрах от главного входа в вокзал на Бережковской набережной, между мостами Богдана Хмельницкого и Бородинским, на реке Москва располагается один из старейших в столице речной причал Киевский вокзал.
20 июня 2023 года стал доступен регулярный речной маршрут по Москве-реке, который проходит от Киевского вокзала через деловой центр «Москва-Сити» до жилого комплекса «Сердце Столицы». На маршруте работают электрические речные трамваи, построенные по заказу Правительства Москвы. Каждое такое судно имеет 22 метра в длину и рассчитано на 42 посадочных места, два из которых для маломобильных граждан. В салоне установлены информационные экраны и USB-зарядки, обеспечен доступ к бесплатному Wi-Fi, а также предусмотрены площадки с местами для парковки самокатов и велосипедов.

## В кинематографе
- «Партийный билет» (1936),
- «Судьба барабанщика» (1955),
- «Первое свидание» (1960),
- «Семь нянек» (1962),
- «Ваш сын и брат» (1966),
- «Королевская регата» (1966),
- «Рассказать о Москве» (1973) док. фильм,
- «34-й скорый» (1981),
- «Прости меня, Алёша» (1983),
- «Похищение» (1984),
- «Шутки в сторону» (1984),
- «Личное дело судьи Ивановой» (1985),
- «Длинносоставные пассажирские поезда» (1987) док. фильм,
- «Ай лав ю, Петрович!» (1990),
- «Прощальные гастроли» (1992),
- «Ворошиловский стрелок» (1999).

## Комментарии
1. ↑  Технические остановки, купить билеты до этих станций невозможно. Количество остановок и маршрут может меняться в зависимости от номера поезда и направления движения.

## Публицистика
- Козлова Л. Д. Дебаркадер на Киевском вокзале в Москве // Механизация строительства : журнал. — 2004. — № 9. — С. 20—21. — ISSN 0025-8903. Архивировано 1 апреля 2008 года.
- Киевский вокзал. Моспрогулка. — Туристический портал. Дата обращения: 5 сентября 2017. Архивировано 5 сентября 2017 года.
- Игорь Ленский. Мосузел прирастёт станциями: Интеграция киевского и белорусского направлений Московской магистрали является одной из актуальных задач модернизации Мосузла. // Гудок : газета. — 2017. — 19 декабря (№ 226).

## Внешние медиафайлы
- Кинохроника 1918 г. Москва. Киевский вокзал (Брянский) на YouTube
- Владимир Григорьевич Шухов. Первый инженер России на YouTube